# Lecanora viriduloflava
Lecanora viriduloflava är en lavart som beskrevs av B. de Lesd. Lecanora viriduloflava ingår i släktet Lecanora och familjen Lecanoraceae.   Inga underarter finns listade i Catalogue of Life.